# Forsthaus (Denklingen)

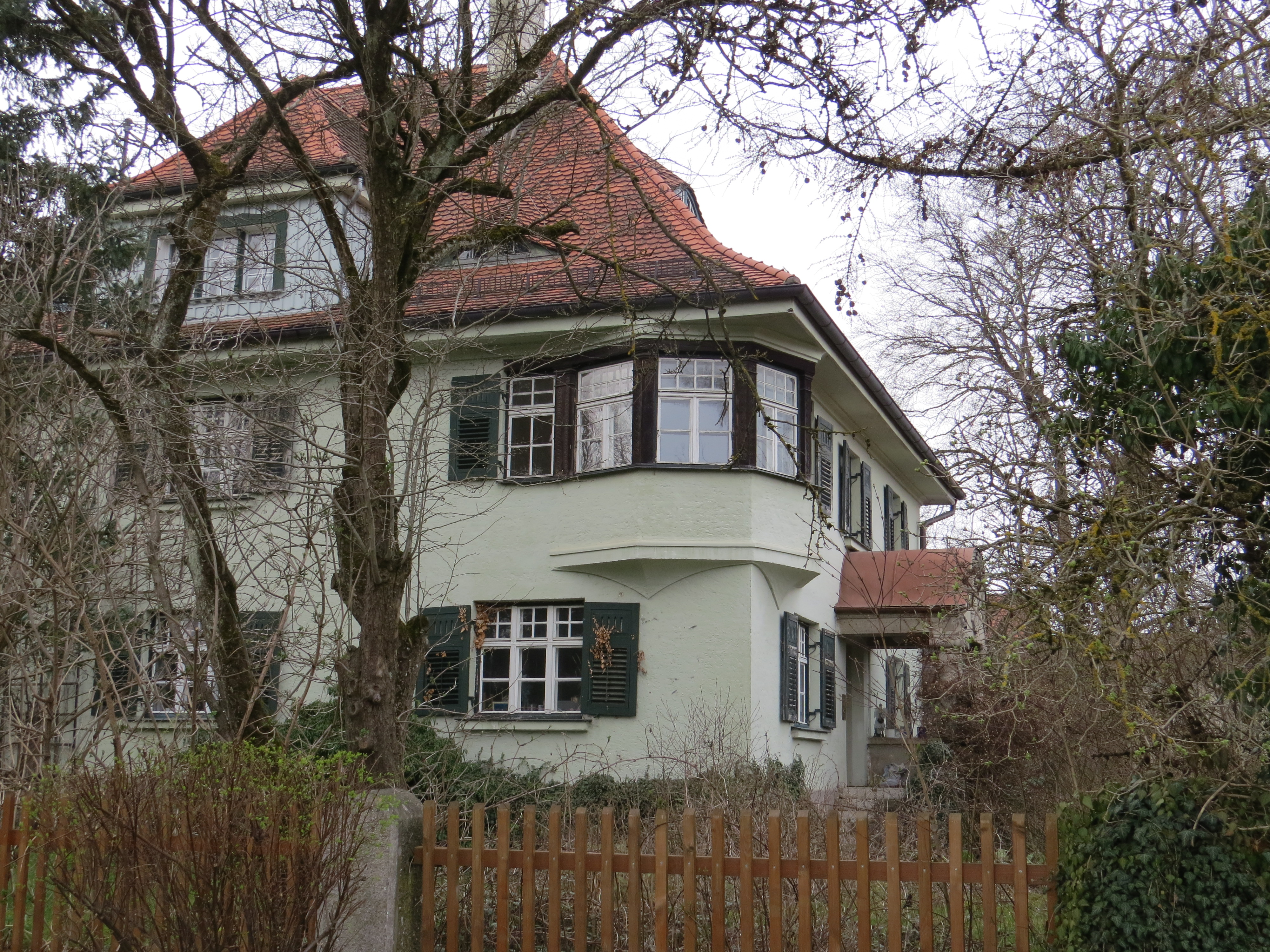
Ehemaliges Forsthaus in Denklingen

Das Forsthaus in Denklingen, einer Gemeinde im oberbayerischen Landkreis Landsberg am Lech, wurde 1917 errichtet. Das ehemalige Forsthaus an der Bahnhofstraße 8 ist ein geschütztes Baudenkmal.
Nach der Säkularisation zog 1803 die Forstmeisterei von Denklingen nach Kaufbeuren und 1885 nach Dienhausen. Nachdem sie wieder nach Denklingen verlegt worden war, ließ das Landbauamt Kempten den Walmdachbau mit Zwerchhäusern errichten. Der zweigeschossige Bau im Heimatstil wird von einer Gartenanlage umgeben. An die mit Holzschindeln verkleidete Westfassade ist ein Treppenhausturm mit abgewalmten Satteldach angebaut. An der Nordostecke ist ein polygonaler Erker angebracht. Der Eingang an der Nordseite wird von zwei Steinsäulen flankiert, die einen neubarock geschweiften Giebelaufsatz tragen. Das königlich-bayerische Wappen im Giebelfeld erinnert an die ehemalige Funktion des Hauses. Im Erdgeschoss befanden sich die Amtsräume und im Obergeschoss die Dienstwohnung. 
Westlich des Hauses befindet sich eine Holzlege mit Satteldach und durchfensterten Holzwänden, die von einem Garagenbau aus Stein abgeschlossen wird. 
Nachdem das Forstamt nach Schongau verlegt worden war, wurde 1977 das Gebäude an privat verkauft und dient seitdem als Wohnhaus.